# 張継科
張 継科（ちょう けいか、Zhang Jike、ヂャン ジーカー、1988年2月16日- 身長178cm・体重73kg）は、中国・青島市出身の卓球選手。オリンピック、世界選手権、ワールドカップ（シングルス）を史上最短（445日）で優勝した選手。2011年世界選手権ロッテルダム大会の男子シングルスで初優勝、そして2013年世界選手権パリ大会の男子シングルスで2連覇を果たした世界チャンピオンであり、ロンドンオリンピックの男子シングルス金メダリスト。大満貫達成者。
2011年の世界選手権・ワールドカップ、2012年のオリンピック、2013年の世界選手権と全ての決勝戦で2009年世界チャンピオンである王皓を破って優勝している。

## 人物・来歴
名前の「継科(ジーカー)」はサッカーの名選手だったブラジルのジーコから由来している。元卓球選手でサッカー好きだった父親の影響で幼少期からサッカーをやっていたが、1993年のワールドカップ最終予選での中国の惨敗により本格的に卓球を始めた。
2008年全中国選手権大会男子シングルスで当時北京オリンピック代表の三人であった王皓、馬琳、王励勤を連破し、優勝して頭角を現した。
2009年の世界卓球選手権横浜大会の男子ダブルスで郝帥とのペアで銅メダル、混合ダブルスで木子とのペアで銀メダルを獲得した。
2010年3月のアジアカップでは同じ中国の馬琳、許昕、シンガポールのガオ・ニンを破って優勝した。5月に行われた世界卓球選手権モスクワ大会では準決勝で日本の岸川聖也、決勝でドイツのクリスティアン・ズースを破り中国の優勝に貢献した。
広州市で行われたアジア競技大会の男子ダブルスでは王皓とのペアで金メダルを獲得した。
2011年の世界卓球選手権ロッテルダム大会ではシングルス初出場であったが、準決勝でティモ・ボル、決勝で王皓を破り男子シングルス優勝をはたした。
2012年のロンドンオリンピック男子シングルスに出場し、決勝で王皓を破って優勝し、男子団体と合わせて2冠を達成した。男子シングルスで優勝を決めた直後、表彰台に走って行きキスをするパフォーマンスを披露した。
かつては朱世赫のカットを苦手としていたが、中国の超級リーグで同じチームとなったことをきっかけに朱世赫の特徴を掴み、現在は克服している。今は戦術的に苦手なタイプはいないが、同年代の馬龍を苦手としており2011年は多くの大会の決勝戦で敗れている。しかし、近年は克服しつつある。
2013年の世界卓球選手権では男子シングルスを2連覇を果たした。観客席の両親ところへ行きガッツポーズし、ユニフォームを脱いで観客席に投げ込むパフォーマンスを披露した。
2014年に卓球ワールドカップでは男子シングルス決勝で馬龍を破り、3年ぶり2度めの優勝を果たした。
2015年の世界卓球選手権では中国男子では荘則棟以来のシングルス3連覇を賭けて臨んだが、準決勝で後輩の方博に敗れて銅メダルに終わった。張はこの頃から古傷の肩の故障などもあってややプレイに精彩を欠くようになり、シングルスのタイトルから遠ざかることとなった。
2016年の第53回世界選手権クアラルンプール大会で男子団体で金メダルを獲得、2016年リオデジャネイロオリンピックの時点では世界ランクを4位まで落としており、上には馬龍、樊振東、許昕と3人中国人選手がいた為、張の代表入りが微妙な情勢であったが劉国梁監督は経験と実績を買って張を男子シングルスと男子団体代表に選抜し、張より若い樊振東をPカード（団体の交代枠）に回した。
リオデジャネイロオリンピックの卓球男子シングルスでは順調に勝ち進んだが準決勝のブラディミル・サムソノフとの試合中に腰を痛め、サムソノフとの試合には勝利したものの決勝で馬龍に0-4のストレートで敗北し銀メダルに終わった。続く男子団体でも張は腰の負傷の影響で万全とは言い難いコンディションではあったが、自身の出場した試合では全て勝利を収め中国の団体金メダル獲得に貢献した。
リオデジャネイロオリンピック後のインタビューで張は、「もう疲れてしまって、プレーを続けられないね」と同年中の引退をにおわせた。
しかし2017年2月カタールオープンや中国オープンにエントリーし、その後も世界選手権、全中国運動会、ドイツオープンと出場しており引退はしていない。
2018年は、香港オープン、中国オープン、ジャパンオープンとエントリーしジャパンオープンでは大会期間中に腰を痛めたものの決勝まで進出、決勝では張本智和に敗れ準優勝に終わったものの復調の兆しを見せた。試合後の会見では「東京五輪に向けた第一歩で、以前に比べて試合をより楽しんでいる。またツアーや世界大会あるので、いろんなことを総括し、また頑張りたい」とコメントしている。
2018年3月28日、中国の女優である景甜との交際を明らかにした。
中国では起亜自動車やコカ・コーラのCMに出演しており、微博には1200万人のフォロワーがいる。
2023年3月、賭博で多額な借金を抱くほか、借金のカタとして元交際相手のプライベート動画を借主に送った後、借主が元交際相手を脅迫したことがネット上で暴露されたため、張を広告に起用していた多くの会社は関係を解消した。
2024年12月、バタフライは張継科とのアドバイザリー契約を終了したと発表し、その翌日、DONICが張継科との契約を発表した。
料理好きでよく自分で調理する。フルーツを好む。

## プレースタイル
YG (ヤングジェネレーション) サーブに代表される強力なサーブ、多彩かつ攻守巧みなバックハンド技術に加え、切れの良いフォアハンドドライブを放つ。
1990年代にピーター・コルベルによって考案された「チキータ」は、張によって攻撃的な技術へと進化し、ツッツキレシーブが主流だった当時の卓球界に変革をもたらした。
打球点の早さとカウンタープレーでの勝負、前述のチキータとバックハンド中心の連続攻撃で当時の中国では突然変異の存在となる。以前はバックハンドプレーヤーであったが、徐々にフットワークを活かしたフォアの連続攻撃も目立ち始め、より隙の無い両ハンドになっている。引き合いや中陣からの攻撃では、ボールの威力を重視し打球点を落としてでも回転とスピードをつけている。
世界選手権やオリンピックなど大舞台になればなるほど強いが、プロツアー等では取りこぼすケースが増えている。

## エピソード
- 張は大会優勝時に興奮のあまり時に「暴走」とも言われるようなパフォーマンスを行うことがあり、2011年の世界卓球選手権で初優勝した際にはラケットを放り出して大の字に床に倒れてからユニフォームを両手で引き裂いて上半身裸になり物議を醸した。また、2014年のワールドカップ優勝時にも、嬉しさのあまりスポンサーの看板を2つ蹴破り、非紳士的な行動としてITTFに大会優勝賞金4万5000ドルを罰金として没収された。張は「やり過ぎた。興奮し過ぎていた」と反省の弁を述べたが、中国のネットユーザーからは厳しいコメントが相次いだ。なお、その罰金は「ITTF スターアワード フェアプレー賞」設立に使われた[20]。

- 2016年8月14日、中国のニュースサイト「新浪」が発表した「小鮮肉トップ10」（「小鮮肉」は中国でイケメンを指す言葉）で8位に選ばれた[21]。

- 2016年8月9日、リオデジャネイロ五輪の男子シングルス準々決勝で、丹羽孝希との試合開始10分前になっても待機場所のソファーで寝ていたことが明らかになった。試合では丹羽に第1ゲームを奪われたが、張はすぐに目を覚まし、その後4ゲームを連取し準決勝に進出した[22]。

## 世界ランキング
- ITTF世界ランキング

|        | 1月 | 2月 | 3月 | 4月 | 5月 | 6月 | 7月 | 8月 | 9月 | 10月 | 11月 | 12月 |
| ------ | --- | --- | --- | --- | --- | --- | --- | --- | --- | ---- | ---- | ---- |
| 2002年 |     |     |     |     |     |     |     |     | 137 | 136  | 141  |      |
| 2003年 | 140 | 141 | 139 | 141 | 146 | 143 | 143 | 141 | 144 | 160  | 158  | 162  |
| 2004年 | 151 | 150 | 155 | 153 | 152 | 151 | 152 | 147 | 147 | 147  | 152  | 156  |
| 2005年 | 156 | 164 |     | 165 | 166 | 163 | 167 |     |     |      |      |      |
| 2008年 |     |     |     | 84  | 87  | 51  | 51  | 51  | 49  | 48   | 49   | 51   |
| 2009年 |     |     |     |     |     | 33  | 28  |     |     |      |      |      |
| 2010年 | 12  | 8   | 6   | 6   | 4   | 5   | 5   | 5   | 3   | 3    | 4    | 4    |
| 2011年 | 4   | 6   | 4   | 3   | 3   | 3   | 4   | 4   | 4   | 3    | 3    | 2    |
| 2012年 | 2   | 2   | 2   | 2   | 2   | 1   | 1   | 1   | 1   | 1    | 1    | 1    |
| 2013年 | 2   | 3   | 3   | 3   | 4   | 3   | 4   | 4   | 4   | 4    | 4    | 3    |
| 2014年 | 3   | 3   | 4   | 5   | 5   | 5   | 5   | 5   | 4   | 4    | 4    | 4    |
| 2015年 | 4   | 4   | 4   | 3   | 3   | 3   | 4   | 4   | 4   | 4    | 5    | 5    |
| 2016年 | 5   | 4   | 4   | 4   | 4   | 4   | 4   | 4   | 4   | 4    | 4    | 4    |
| 2017年 | 4   |     | 4   | 4   | 4   | 4   | 5   | 5   | 5   | 6    |      | 9    |
| 2018年 | 54  | 54  | 70  | 77  | 167 | 102 | 76  | 71  | 73  | 69   | 69   | 76   |
| 2019年 | 75  | 76  | 75  | 64  | 90  | 185 | 464 |     |     |      |      |      |